# 奥兰治 (犹他州)
奥兰治（英文：Orangeville），是美国犹他州埃默里县下属的一座城市。建市于 1878年，面积大约为1.35平方英里（3.5平方公里），海拔约为5,778英尺（1,761米）。根据2010年美国人口普查，该市有人口1,470人。